# Erebia postreducta
Erebia postreducta är en fjärilsart som beskrevs av Müller 1928. Erebia postreducta ingår i släktet Erebia och familjen praktfjärilar. Inga underarter finns listade i Catalogue of Life.